# إجهاد (إصابة)
الإجهاد العضلي أو التمزق العضلي (بالإنجليزية: Strain injury) هي حالة تستطيل فيها عضلة أو أحد أوتارها استطالة غير طبيعية مفاجئة، مثل الدوس على حافة حجر أو حافة سلم فيحدث التواء للقدم. وقد يصل الإجهاد لدرجة التمزق العضلي حيث تتمزق الأنسجة العضلية . وإذا لم يراعِ المرء المصاب بشد عضلي سوء حالته وقلل من إجهاده للعضلة المصابة فقد يصاب بتمزق عضلي وتسوء حالته. وتسمى الإصابة المماثلة لهذه الإصابة في الأربطة بالوثء أو الالتواء.

## العلاج
علاج حالة الشد العضلي هو إراحة العضو المصاب، وتبريده بماء بارد أو ثلج، ورباطه برباط ضاغط، ورفع العضو المصاب عاليا . وعند تبريد العضو فيوضع ثلج في فوطة وتوضع الفوطة على الجزء المصاب حتى لا يكون هناك تلامس مباشر بين الثلج والعضو. من المفضل أن تدوم عملية التبريد 20 دقيقة . ولا يصح معالجة تلك الحالة بتدفئة العضو المصاب بشد عضلي الا إذا أستمر لبضع أيام فلتخفيف الآلام فيجب تدليك العضلة بماء دافئ أو ساخن. بعد عدة أيام يستحسن تحريك العضو المصاب لكي يسير الدم في الأغشية المصابة ويعيد بنائها .